# Michel Gondry
Michel Gondry (Versalles, França, 8 de maig de 1963) és un director de cinema, anuncis, i vídeos musicals, destacat pel seu innovador estil visual i la seva manipulació de la posada en escena. El 2004 va guanyar l'Oscar al millor guió original per Eternal Sunshine of the Spotless Mind.

## Biografia
La seva carrera com realitzador va començar amb la direcció de vídeos musicals per al grup de rock francès Oui Oui, de la qual era també bateria. L'estil dels seus vídeos va cridar l'atenció de la cantant Björk, qui li va demanar dirigir el vídeo per a la seva cançó Human Behavior.
Aquesta col·laboració s'estendria bastant temps, amb Gondry dirigint un total de sis vídeos musicals per Björk. Altres artistes amb qui Gondry ha col·laborat en més d'una ocasió inclouen a The White Stripes, The Chemical Brothers i Kylie Minogue. Gondry també ha creat nombrosos anuncis de televisió, sent un dels més famosos el realitzat per a Levi's, amb el que va guanyar el Lion D'or en el Festival de Cinema de Cannes de 1994.
Va ser pioner en la utilització de la tècnica coneguda com a «bullet time», utilitzada posteriorment en les cintes de la saga Matrix, i notablement en el vídeo Like A Rolling Stone dels britànics The Rolling Stones.
Gondry sol ser citat, juntament amb els directors Spike Jonze i David Fincher, com a representant de la influència dels directors de vídeo musicals en la cinematografia mundial. Gondry va fer el seu debut en el setè art l'any 2001 amb Human Nature, aconseguint crítiques dispars. La seva segona cinta, Eternal sunshine of the spotless mind (que és també la seva segona col·laboració amb el guionista Charlie Kaufman) va ser estrenada l'any 2004 i va rebre nombroses crítiques entusiastes. Eternal sunshine of the spotless mind utilitza moltes de les tècniques de muntat d'escenaris, ús de perspectiva i escassos efectes per computadora, sumat a llargues preses i un tractament pictòric de la imatge, eines amb les quals Gondry ha experimentat en els seus vídeos musicals.

## Filmografia
- 1989: Vingt p'tites tours
- 1998: La Lettre
- 2001: Human Nature
- 2001: One Day... (curtmetratge protagonitzat per Gondry i David Cross)
- 2003: I've Been Twelve Forever (documental en DVD de Director's Label)
- 2003: Pecan Pie (curtmetratge protagonitzat per Jim Carrey)
- 2003: The Work of Director Michel Gondry, recopilació de vídeos musicals i anuncis
- 2004: Eternal Sunshine of the Spotless Mind
- 2006: La Science des rêves
- 2008: Be Kind Rewind
- 2011: The Green Hornet
- 2012: The We and the I
- 2013: Mood Indigo
- 2015: Microbe & Gasoline
- 2023: The Book of Solutions

## Videografia
Llista cronològica de vídeos musicals dirigits per Gondry:
- 1987: Bollide - Oui Oui
- 1987: Junior Et Sa Voix D'Or - Oui Oui
- 1988: Dô, l'enfant d'eau - Jean-Luc Lahaye
- 1988: Les Objects - Sarah
- 1989: Les Cailloux - Oui Oui
- 1990: Les Jupes - Robert
- 1990: Ma Maison - Oui Oui
- 1992: Blow me down - Mark Curry
- 1992: Close but no cigar - Thomas Dolby
- 1992: Comme un ange (qui pleure) - Les Wampas
- 1992: How the West was won - Energy Orchard
- 1992: La Ville - Oui Oui
- 1992: Les Voyages Immobiles - Etienne Daho
- 1992: Paradoxal Système - Laurent Voulzy
- 1992: Two Worlds Collide - Inspiral Carpets
- 1993: Believe - Lenny Kravitz
- 1993: Big Scary Animal - Belinda Carlisle
- 1993: Hou! Mamma Mia - Les Négresses Vertes
- 1993: Human Behaviour - Björk
- 1993: Je Danse Le Mia - I AM
- 1993: La Tour De Pise - Jean Francois Coen
- 1993: She Kissed Me - Terence Trent D'Arby
- 1993: Snowbound - Donald Fagen
- 1993: This is it, Your Soul - Hot House Flowers
- 1993: Voila, Voila, Qu'ça R'Commence - Rachid Taha
- 1994: Fire On Babylon - Sinéad O'Connor
- 1994: Little Star - Stina Nordenstam
- 1994: Lucas With the Lid Off - Lucas Secon
- 1995: Army of Me - Björk
- 1995: High Head Blues - Black Crowes
- 1995: Isobel - Björk
- 1995: Like A Rolling Stone - The Rolling Stones
- 1995: Protection - Massive Attack
- 1995: She Kissed Me - Terence Trent D'Arby
- 1996: Hyperballad - Björk
- 1996: Sugar Water - Cibo Matto
- 1997: A (Change Would Do You Good) - Sheryl Crow
- 1997: Around The World - Daft Punk
- 1997: Bachelorette - Björk
- 1997: Deadweight - Beck Hansen
- 1997: Everlong - Foo Fighters
- 1997: Feel It - Neneh Cherry
- 1997: Jóga - Björk
- 1998: Another One Bites The Dust - Wyclef Jean
- 1998: Gimme Shelter - The Rolling Stones
- 1998: Music Sounds Better With You - Stardust
- 1999: Let Forever Be - The Chemical Brothers
- 2001: Knives Out - Radiohead
- 2002: Come Into My World - Kylie Minogue
- 2002: Dead Leaves & The Dirty Ground - The White Stripes
- 2002: Fell In Love With A Girl - The White Stripes
- 2002: Star Guitar - The Chemical Brothers
- 2003: The Hardest Button To Button - The White Stripes
- 2004: I Wonder - The Willowz
- 2004: Light & Day (versió cinematogràfica) - The Polyphonic Spree
- 2004: Mad World (versió de la banda sonora de Donnie Darko) - Gary Jules
- 2004: Ribbon - Devendra Banhart
- 2004: Ride - The Vines
- 2004: Walkie Talkie Man - Steriogram
- 2005: Heard'em Say - Kanye West
- 2005: The Denial Twist - The White Stripes
- 2006: King of the Game - Cody Chesnutt